# Salto (movimento)

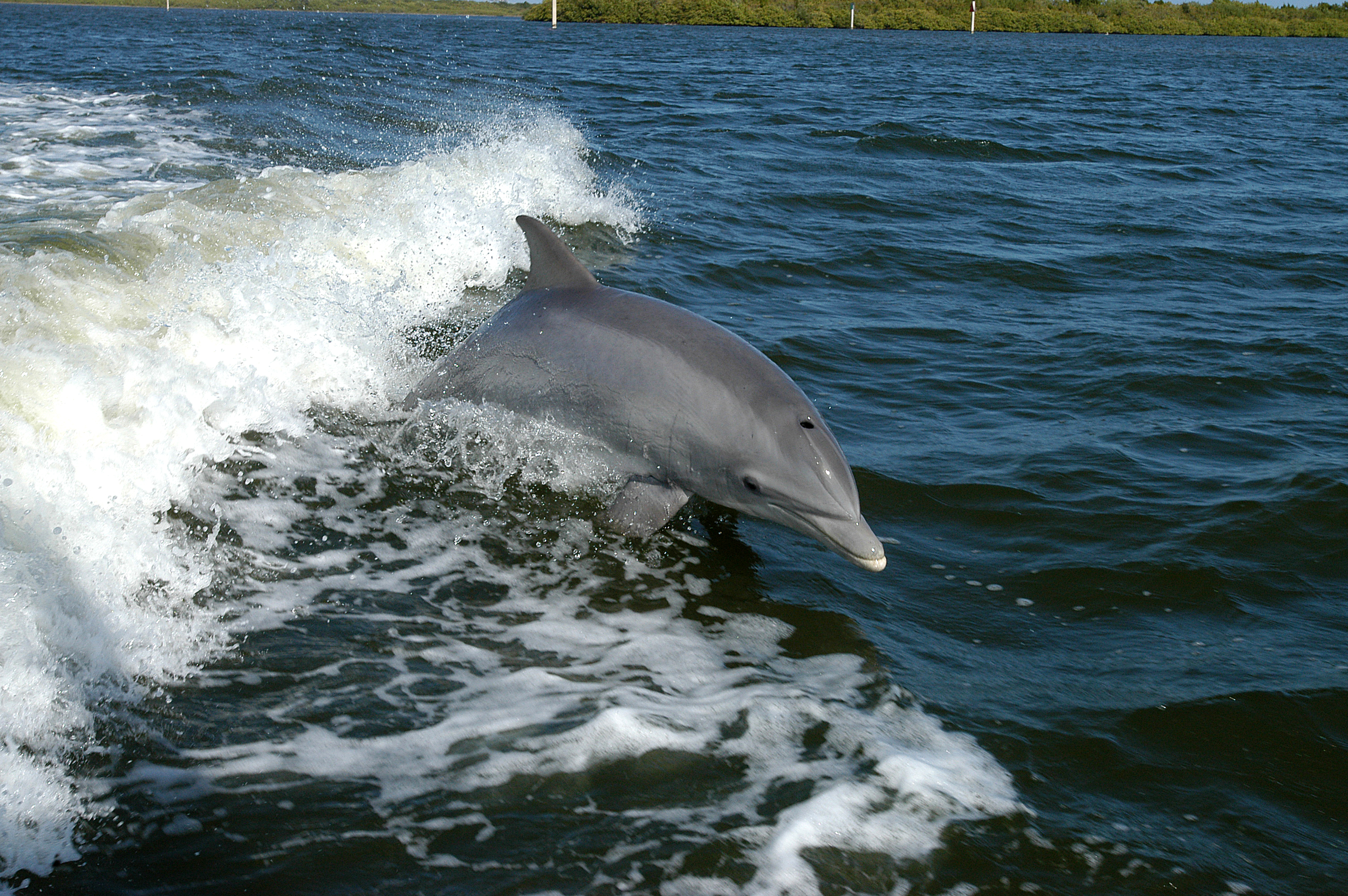
Un tursiope che salta.

Un salto o balzo è una forma di movimento praticabile dall'uomo e da diversi animali, che consiste nell'atto di spingere il corpo nell'aria esercitando una spinta sul terreno o qualsiasi altro supporto, spesso concatenando una contrazione muscolare seguita da una rapida estensione degli arti.
Il salto può essere distinto dalla corsa, dal galoppo e da altre andature in cui l'intero corpo è temporaneamente nell'aria lungo una traiettoria, per la durata relativamente lunga della fase aerea e l'angolo elevato del lancio iniziale.
Alcuni animali, come il canguro, utilizzano il salto come forma principale di locomozione, mentre altri, come le rane, lo usano solo come mezzo per sfuggire ai predatori. Il salto è anche una caratteristica fondamentale di varie attività e sport, tra cui il salto in lungo, il salto in alto e il salto ostacoli.

## Fisica

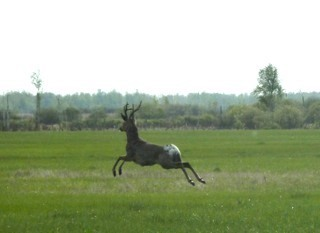
Un capriolo che compie un salto.

Tutti i salti comportano l'applicazione di forza contro un substrato, che a sua volta genera una forza reattiva che spinge il saltatore lontano dal substrato. Qualsiasi solido o liquido in grado di produrre una forza opposta può fungere da substrato, compreso il terreno o l'acqua. Esempi di quest'ultimo includono i delfini che eseguono salti itineranti e le rane skitter indiane (Euphlyctis cyanophlyctis) che eseguono salti in piedi dall'acqua.
Gli organismi che saltano sono raramente soggetti a forze aerodinamiche significative e, di conseguenza, i loro salti sono regolati dalle leggi fisiche di base dalle traiettorie balistiche. Di conseguenza, mentre un uccello può saltare in aria per iniziare il volo, nessun movimento che esegue una volta che è in volo è considerato un salto, poiché le condizioni di salto iniziali non determinano più la sua traiettoria di volo.
I muscoli (o altri attuatori nei sistemi non viventi) svolgono un lavoro fisico, aggiungendo energia cinetica al corpo del saltatore nel corso della fase propulsiva di un salto. Ciò si traduce in un'energia cinetica al lancio che è proporzionale al quadrato della velocità del saltatore. Maggiore è il lavoro svolto dai muscoli, maggiore è la velocità di lancio e quindi maggiore è l'accelerazione e minore è l'intervallo di tempo della fase propulsiva del salto.

## Anatomia
Gli animali usano un'ampia varietà di adattamenti anatomici per saltare. Questi adattamenti riguardano esclusivamente il lancio, poiché qualsiasi metodo post-lancio per estendere la portata o controllare il salto deve utilizzare forze aerodinamiche, ed è quindi considerato volo a vela o paracadutismo.
Le specie acquatiche raramente mostrano particolari specializzazioni per il salto. Quelli che sono bravi saltatori di solito sono principalmente adattati alla velocità ed eseguono salti mobili semplicemente nuotando in superficie ad alta velocità. Alcune specie principalmente acquatiche che possono saltare mentre sono a terra, come i saltafango, lo fanno con un movimento della coda.

### Morfologia degli arti
Negli animali terrestri, la struttura propulsiva principale sono le gambe, sebbene alcune specie utilizzino la coda. Le caratteristiche tipiche delle specie di salto includono gambe lunghe, muscoli delle gambe grandi ed elementi degli arti aggiuntivi. Le rane sono i campioni indiscussi nei salti tra i vertebrati, saltando oltre 40 volte la lunghezza del proprio corpo.

### Amplificazione di potenza attraverso l'energia immagazzinata
Le cavallette utilizzano l'accumulo di energia elastica per aumentare la distanza di salto. Sebbene la potenza sia un determinante principale della distanza di salto, i vincoli fisiologici limitano la potenza muscolare a circa 375 watt per chilogrammo di muscolo. Per superare questa limitazione, le cavallette ancorano le loro gambe tramite un "meccanismo di cattura" interno mentre i loro muscoli allungano un apodema elastico (simile a un tendine di un vertebrato). Quando il fermo viene rilasciato, l'apodema rilascia rapidamente la sua energia. Poiché l'apodema rilascia energia più rapidamente del muscolo, la sua potenza è superiore a quella del muscolo che ha prodotto l'energia.
Questo è simile a un essere umano che lancia una freccia a mano invece di usare un arco; l'uso del deposito elastico (l'arco) permette ai muscoli di operare più vicino all'isometrico sulla contrazione muscolare. Ciò consente ai muscoli di lavorare per un tempo più lungo e quindi di produrre più energia di quanto potrebbero altrimenti, mentre l'elemento elastico rilascia che lavora più velocemente dei muscoli. L'uso dell'accumulo di energia elastica è stato riscontrato nei mammiferi che saltano così come nelle rane, con aumenti proporzionati di potenza che vanno da due a sette volte quello della massa muscolare equivalente.

## Dispositivi e tecniche per aumentare l'altezza

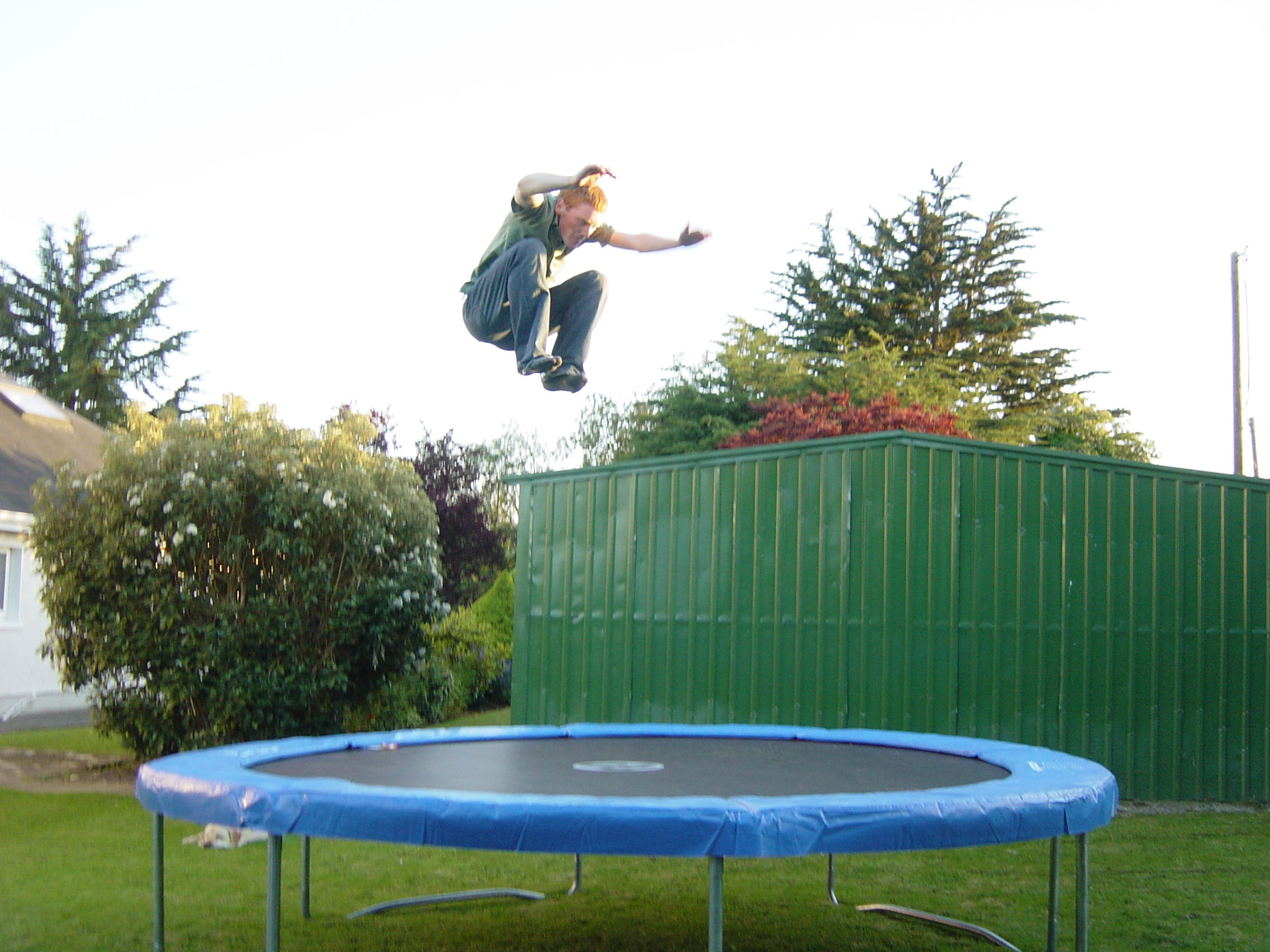
Giovane uomo che salta su un tappeto elastico.

L'altezza di un salto umano può essere aumentata utilizzando un tappeto elastico o convertendo la velocità orizzontale in velocità verticale con l'ausilio di un'apposita rampa come un half-pipe.
Vari esercizi possono essere utilizzati per aumentare l'altezza di salto verticale di un atleta. Una categoria di tali esercizi - pliometria - impiega la ripetizione di movimenti discreti relativi al salto per aumentare la velocità, l'agilità e la potenza.
Nel 2021, i ricercatori hanno incorporato i cricchetti nel progetto di un robot e hanno creato un robot in grado di saltare oltre trenta metri in verticale.